# ダイハツ・ミラジーノ

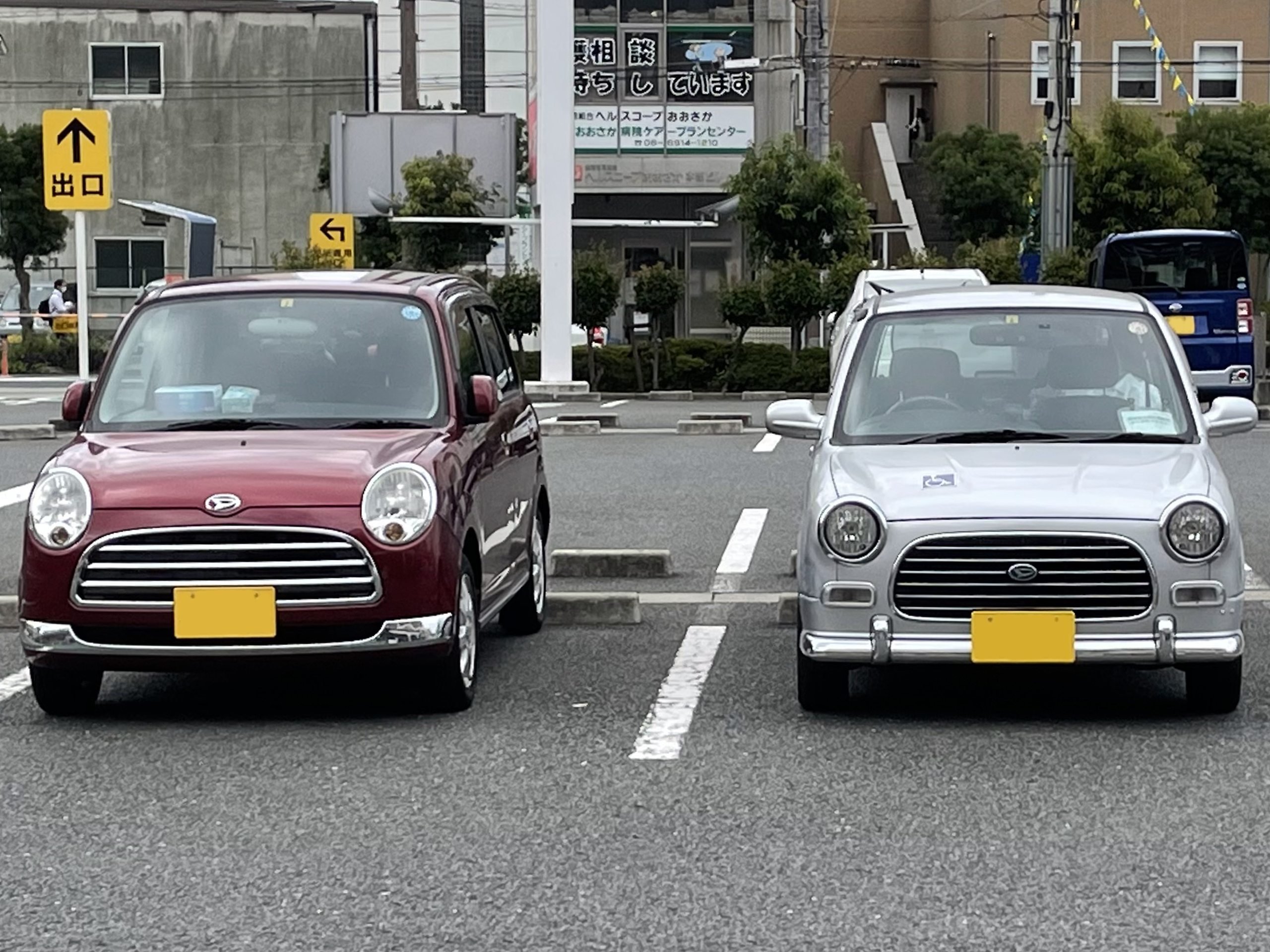
2代目（左）と初代（右）

ミラ ジーノ（Mira GINO）は、ダイハツ工業が販売していたクラシック風軽自動車である。

## 概要
4代目ミラに設定されていたミラ・クラシックの後継として、5代目ミラに追加グレードとして登場した。2代目も設定され、2代目ミラジーノはミラより独立した車種となった。本項では2代目の欧州仕様車であるトレヴィス（Trevis）も併せて記述する。

## 初代 L700S/L710S型（1999年 - 2004年）
ミニパトなどの業務用車としての採用例もある。ダイハツチャレンジカップのL2Tクラスでは、最近では数の少なくなった5MTの選択可能なターボ車として主力車両の一つとなっていた。
初代ジーノのフロント周辺のモチーフとなったのはかつてダイハツで1963年から1969年まで販売されていた登録車「ダイハツ・コンパーノ」（前期型）である。

### ミラジーノ1000

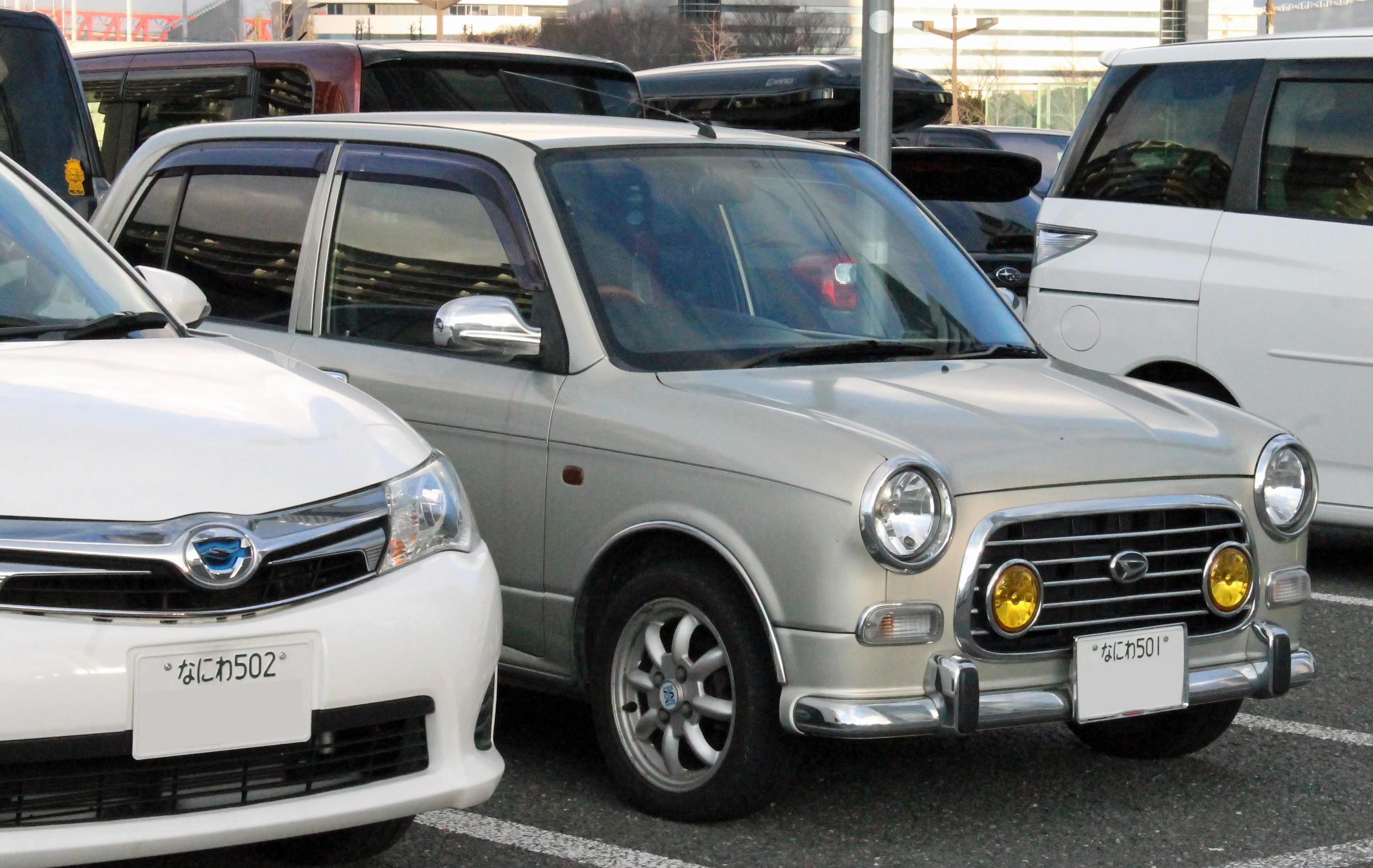
ミラジーノ1000

ミラジーノ1000（Mira Gino 1000）は、ミラジーノの上級仕様であり、小型自動車（登録車）バージョンに当たる。
ボディは5ドアのミラジーノそのままに、エンジンはストーリア（OEM車種のトヨタ・デュエットを含む）と同じ1,000cc12バルブDOHC・EJ-VE型64馬力を使用していることから、リッターカーに分類される。具体的には輸出仕様のクオーレ（5代目ミラ）の外装をジーノに改め、軽のジーノに対し前後バンパーのオーバーライダーにガードと前後フェンダーアーチ部にメッキモールが装着されただけであり、内装自体はジーノと全く同じ。制振や静音性を向上させるまでには至らず、乗り心地は社内外の競合車種と比べてかなり古典的なものを感じるものとなってしまった。
しかも性格やコンセプトが中途半端であり1000ccのパワーのことを考慮すると税金・高速道路通行料・車検費用では軽自動車のターボ車のほうが安上がりになってしまうこともありほとんど売れなかった。
2004年11月の2代目ジーノの登場に伴い、販売終了。総販売台数は1292台。なお、販売開始から販売終了までの販売期間は2年3か月であり、同社製の小型乗用車としては最も短命な車種となった。

### 歴史
1999年3月1日
5代目ミラの追加グレードおよび4代目ミラの派生車種ミラ・クラシックの後継としてクラシックスタイルの「ミラジーノ」シリーズが登場した。グレード体系はミラシリーズと同じEF-VE型3気筒DOHC12バルブエンジンを搭載した「ジーノ」とEF-DET型3気筒DOHC12バルブインタークーラー付ターボエンジンを搭載した「ジーノ ターボ」の2グレードを設定。トランスミッションは5MT/4AT/3ATの3種類が用意されており、2WD車と「ジーノ ターボ」の4WD車は5MTと4AT、「ジーノ」の4WD車は5MTと3ATとなる。ミラとの主な相違点は木目調のインパネ、シート、フロントフェンダー、リアテール、バンパー、ボディーカラー設定などである。
1999年11月30日
一部改良。新たにABS・TCS・横滑り制御を組み合わせ、雨や雪道などの滑りやすい路面でも安全で快適な走行を可能にするDVS（Daihatsu Vehicle Stability control system）のオプション設定を追加。また、オーバーヘッドコンソール、ステアリングアンダーボックス、カップホルダーを標準装備し、後席のシートベルトはチャイルドシート固定機構付リヤ3点式ELRシートベルトとなった。「ジーノ」は2DIN CD・AM/FM付ステレオ+16cmフロントスピーカーも標準装備され快適性能を向上。「ジーノ ターボ」はハイマウントストップランプを内蔵したルーフエンドスポイラーとルーフアンテナを装備してスポーティな外観となり、オーディオレス仕様となった。
2000年5月31日
NAエンジン車の「ジーノ」をベースに、助手席SRSエアバッグとウッド調センタークラスターを装備し、電動格納式ドアミラー、サイドロッカーモール、リヤライセンスガーニッシュをメッキ仕様にした特別仕様車「ジーノ Sエディション」を発売。
2000年7月7日
一部改良。一部グレードに助手席エアバッグとプリテンショナー機構付シートベルトを追加装備し安全性能を向上。
2000年10月4日
マイナーチェンジ。衝突安全ボディ「TAF（タフ）」の性能向上と乗員にやさしい安全インテリア「SOFI（ソフィ）」の採用、MT車にクラッチスタートシステムを装備し安全面を強化。さらに、メッキグリル、リアライセンスガーニッシュ、リアコンビランプ、シート表皮、メータークラスターのデザインを変更。全車にメッキ電動リモコンドアミラーが標準装備された。ボディカラーにブリティッシュグリーンマイカとレッドを追加した。また、新グレードとして、3ドアのターボエンジン車「ジーノS」並びにイギリスのアルミホイールブランド「ミニライト」とタイアップした「ミニライトスペシャル」を設定。なお、今回のマイナーチェンジにより、「ジーノ ターボ」は4ATのみの設定となる。
2001年5月17日
特別仕様車「メモリアルエディション」・「ミニライトスペシャル メモリアルエディション」を発売。「ジーノ」・「ミニライトスペシャル（5ドア車）」をベースに2DIN CD/MD・AM/FM付ステレオ（カロッツェリア）、メッキ電動格納式ドアミラー、メッキサイドロッカーモールを装備。「メモリアルエディション」ではさらにウッド調センタークラスターも装備している。
2001年10月3日
一部改良。新たに「TOPAZ（トパーズ）触媒」を採用することで低排出ガス性能を向上。さらに、グレード体系が見直され、「ターボ」と入れ替えで「ミニライトスペシャル」のターボ仕様車「ミニライトスペシャルターボ」を新設し、5MT車も設定。「ジーノリミテッド」・「ミニライトスペシャルリミテッド」も追加された。同時に3ドア車の全グレード廃止、「ミニライトスペシャル」を4AT車のみに変更、「ジーノ」にCVT車を追加する変更も行われた。
2001年12月5日
「ミニライトスペシャル」をベースに、ハローキティをデザインした専用内外装、スモークドガラス、2DIN CD/MD・AM/FM付ステレオを装備した「ハローキティ」を追加。
2002年8月23日
マイナーチェンジ。ストーリアと共通のEJ-VE型1000cc 3気筒DOHC12バルブエンジンを搭載した「ミラジーノ1000」の発売に合わせて一部改良。全車内外装をリフレッシュし、ドアロックノブ部分がメッキ化されたほか、リアライセンスガーニッシュのメッキ部分の中央に、Dマークが付いた。「ミニライトスペシャル」はメッキ電動格納式ドアミラー、メッキサイドロッカーモール、スモークドガラス等を、「ミニライトスペシャルターボ」は2DIN AM/FM付CD/MDステレオ&16cmフロントスピーカーやメッキサイドロッカーモールなどをそれぞれ追加した。また、一旦廃止していた「ジーノ ターボ」をABS（EBD&ブレーキアシスト付）、大径シングルテールパイプ（マフラーカッター付）、165/65R13インチタイヤなどを装備した新グレードとして復活。なお、一部改良に伴い「ジーノリミテッド」・「ミニライトスペシャルリミテッド」および「ジーノ」のCVT車を廃止した。
2004年4月
仕様変更。エンジンスペックダウン、フロントベンチレーテッドディスクブレーキ廃止、標準グレードのラジオアンテナがルーフトップ化とホイールキャップ変更などが実施された。
2004年6月
車両型式を変更。同時に「ジーノ」・「ミニライトスペシャル」の2WD車が「平成17年基準排出ガス50%低減レベル（☆☆☆）」認定を取得し、5MT車は「平成22年度燃費基準+5%」を達成した。
2004年10月
生産終了。以後在庫対応分のみの販売となる。
2004年11月
2代目と入れ替わる形で販売終了。

## 2代目 L650S/L660S型（2004年 - 2009年）
2004年11月29日
フルモデルチェンジ。初代から一転し、ミラとボディを共用しないオリジナルデザインとされ、型式も独自のものとなった。ベースとなった6代目ミラ同様、従来よりキャビンが大きくなりパッケージングが進化した。「新上質感をプラスしたクラシックとモダンの融合」をテーマとし、メインユーザーイメージとして「友達感覚の仲良し母娘」を掲げている。外装はクラシカルなスタイルを継承しながらさらに上質に、内装も非常に高品質な仕上となっている。内装のインパネデザインは同時期に登場したムーヴラテとほとんど同じである。
シャシは6代目ミラと共通だが、ミラと比較し、A（フロント）ピラーが立てられ、逆にC（リア）ピラーが寝かされており、クラシカルな外観の要点となっている。これにより、ミラと比較して前席の頭上空間が広く、乗降性も向上しているが、後席は若干狭い。また、タイヤサイズにおいても後発のジーノに進化が見られる。
エンジン・メカニズムは自然吸気エンジン（EF-VE型）と4ATの組み合わせに一本化、また、インテリジェント触媒などの採用により、2WD車は「平成17年基準排出ガス75%低減レベル（☆☆☆☆）」認定を取得。4WD車も「平成17年基準排出ガス50%低減レベル（☆☆☆）」と「平成22年度燃費基準」を取得した。
グレード体系は「L」・「X」・「X Limited」・「MINILITE」の4グレードとなった。
2005年12月20日
従来の「X Limited」に替わり、本革 & スエード調ファブリックシート、ウッド調インパネクラスター、MOMOウッドステアリングホイールなどを装備し、よりクラシックで上質なイメージとした「プレミアムX」を追加。同時に仕様変更を行い、「L」と「X」はトラッドキャメルの新シート表皮を採用し、全グレードのボディカラーに新色のプレシャスブルーマイカメタリックを追加した。
2006年9月11日
「L」をベースに、メッキパーツやウッド調インパネクラスター、MOMOウッドステアリングホイールなどを装備した特別仕様車「プレミアムL」を発売。ボディーカラーにおいては、テンダーブルーマイカメタリックが廃止され、従来のスチールグレーメタリックが、プラチナグレーメタリックに差し替えられた。
同年には第76回ジュネーブ・モーターショーで、欧州仕様車が「トレヴィス」（Trevis、型式・L651LS）の名称で公開される。エンジンは1000ccのEJ-VE型3気筒エンジンを搭載する。
2008年12月
オーダーストップに伴い生産終了。在庫対応分のみの販売となる。
2009年4月。
販売終了。2代10年の歴史に幕を下ろす。同年8月に発売されたミラココアが販売上の後継車種となる。

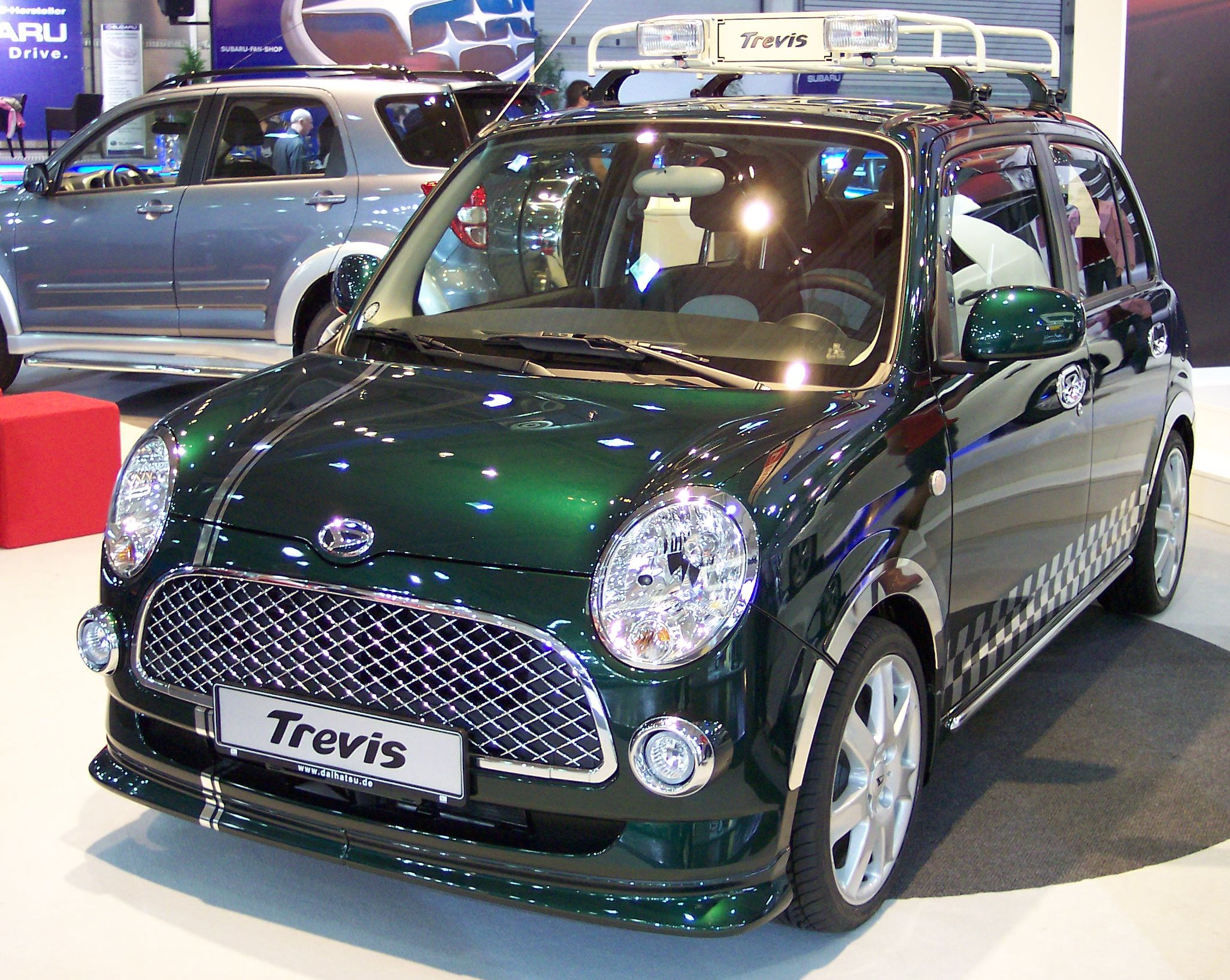
エッセンモーターショー展示車両
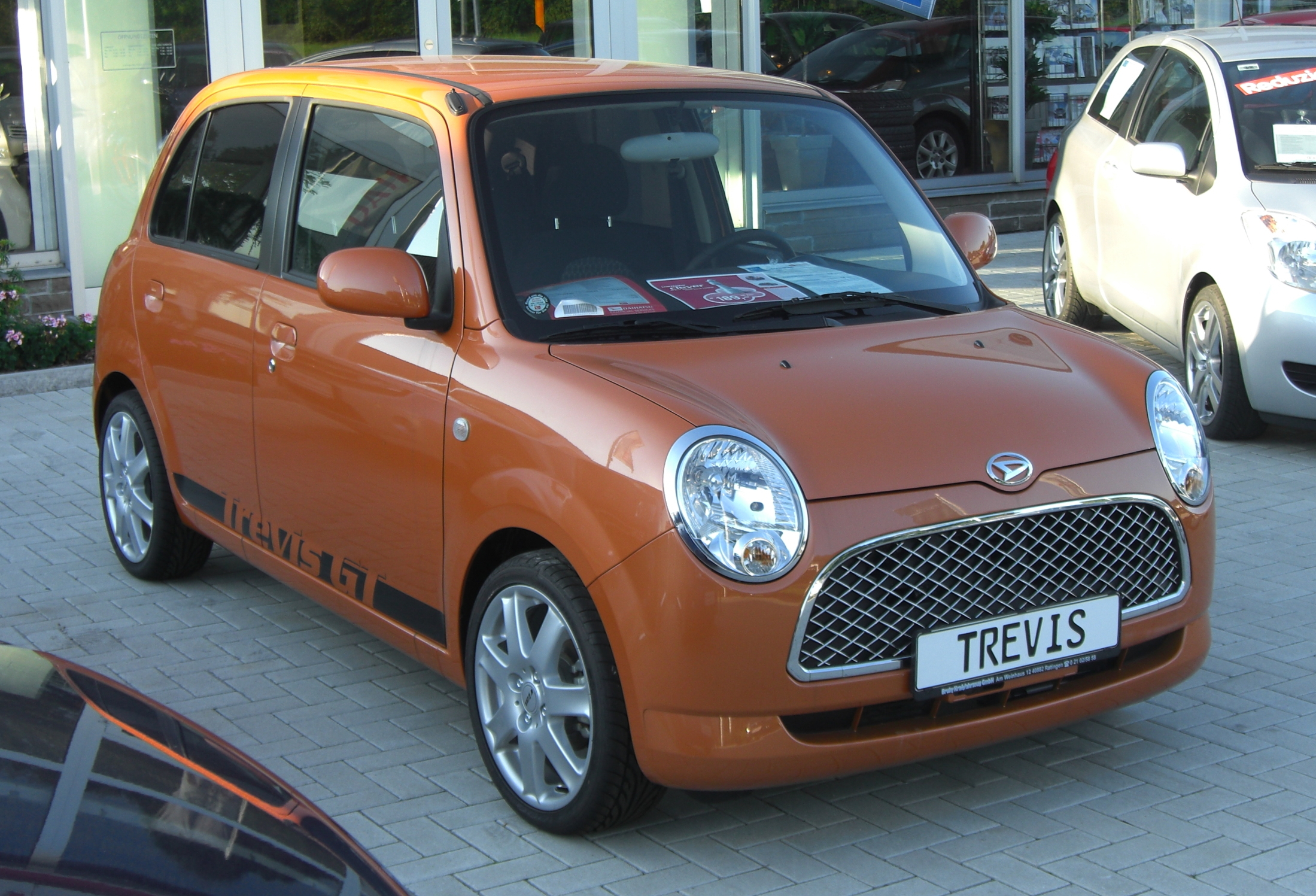
トレヴィス フロント
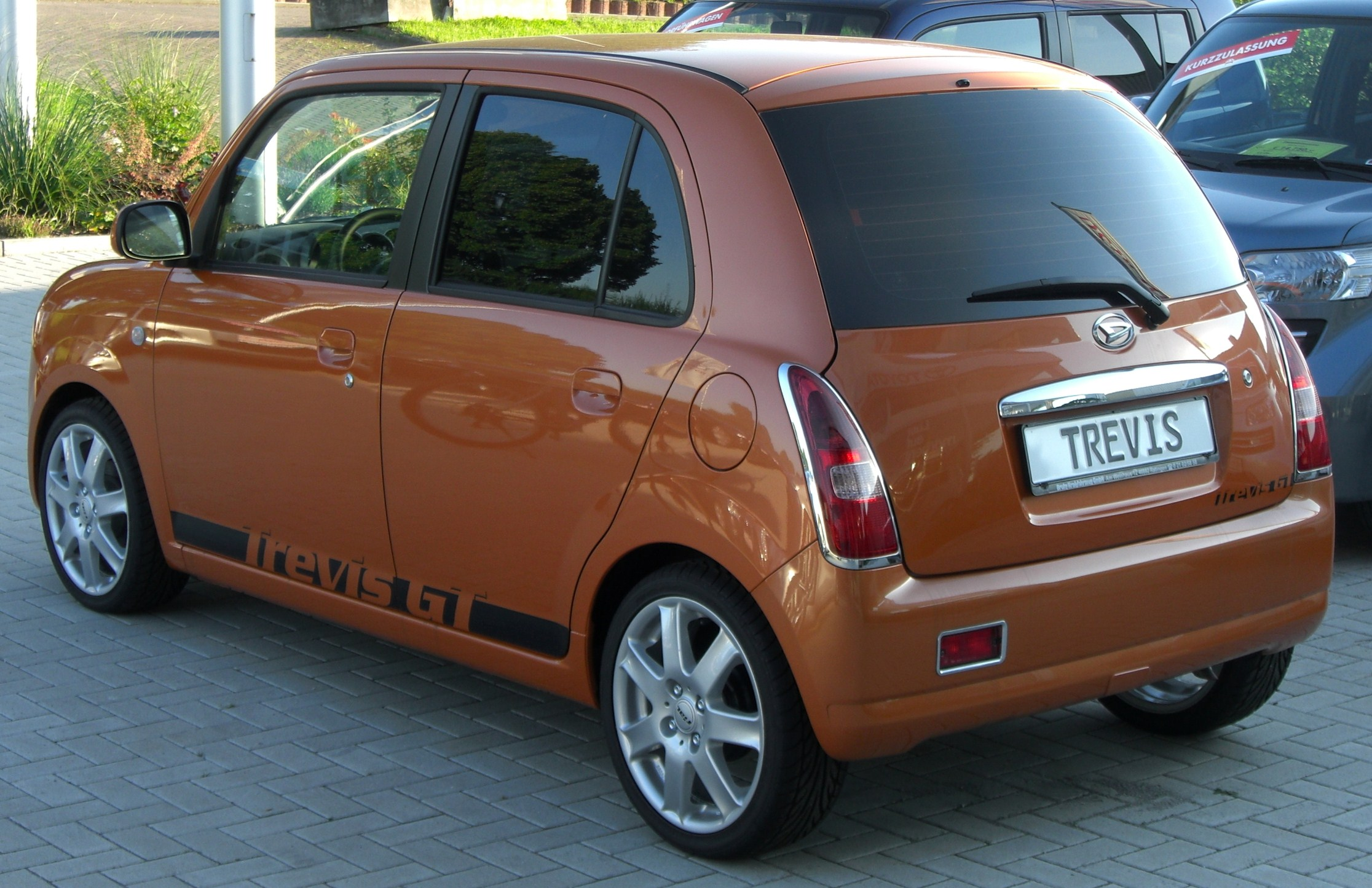
トレヴィス リア